# 愛知県三河青い鳥医療療育センター
愛知県三河青い鳥医療療育センター（あいちけんみかわあおいとりいりょうりょういくセンター）は、愛知県岡崎市にある公営の医療型障害児入所施設。肢体不自由児と重症心身障害児（者）を対象とする。

## 概要・沿革

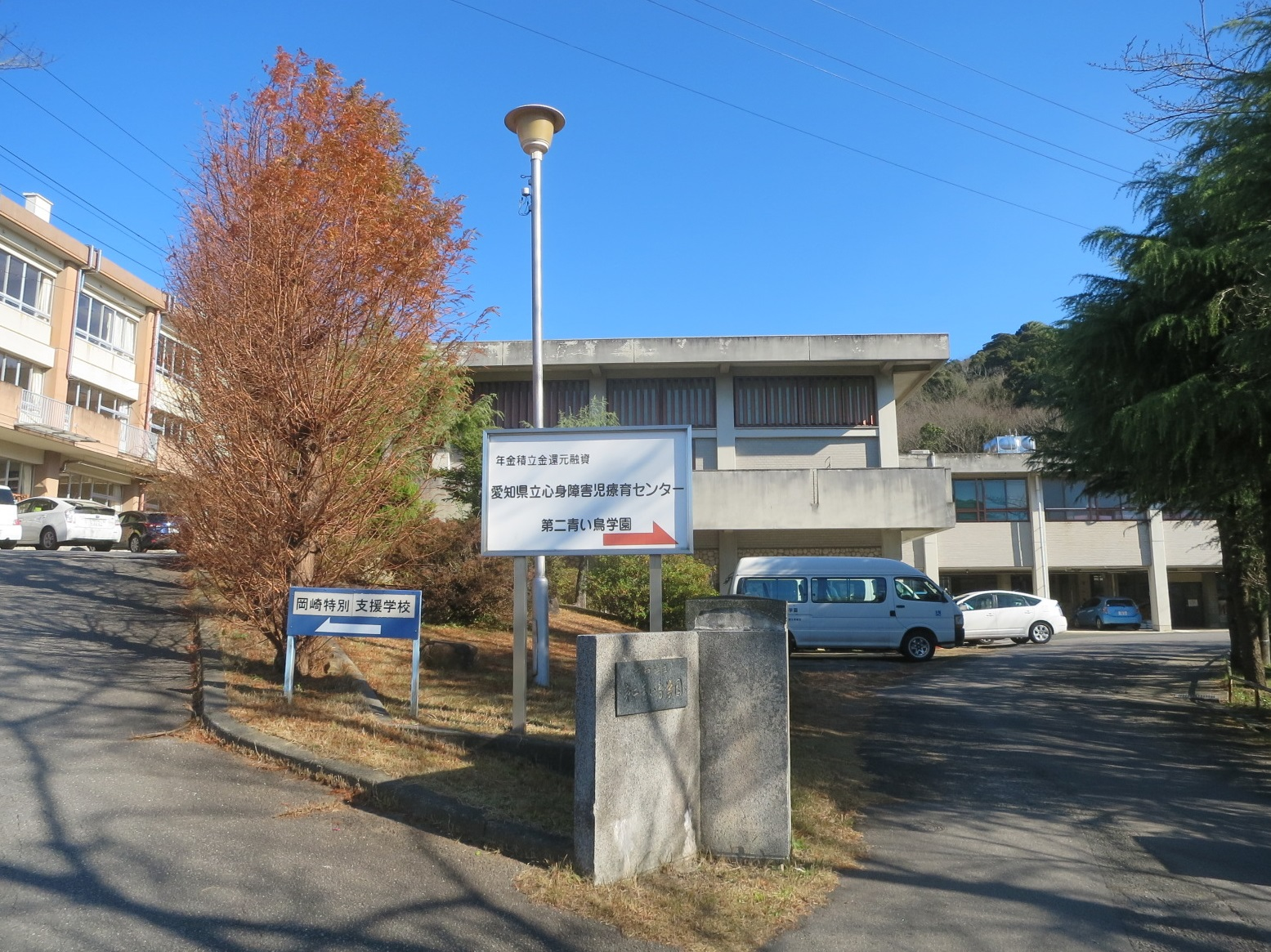
岡崎市本宿町にあった旧「愛知県立心身障害児療育センター 第二青い鳥学園」（2015年（平成27年）頃、2022年4月現在、建物は関係者以外立入禁止として現存する）

1964年（昭和39年）4月1日、岡崎市本宿町の愛知県立岡崎養護学校（現・愛知県立岡崎特別支援学校）の隣に「愛知県立第二青い鳥学園」が開園。同学園は1984年（昭和59年）4月1日に外来・通園棟を新築し、「愛知県心身障害児療育センター第二青い鳥学園」に名称変更。社会福祉法人愛知県厚生事業団が愛知県から指定管理を受け運営に当たった。
1997年（平成9年）10月1日、障害児（者）地域療育等支援事業の受託運営を開始。2003年（平成15年）3月31日、児童短期入所事業、知的障害者短期入所事業の指定を受ける。
施設の老朽化の解決と三河地域における重症心身障がい児施設の不足の解消のため、県は2011年（平成23年）、第二青い鳥学園の新築移転を決定。岡崎市から岡崎中央総合公園内の約2万平方メートルの市有地を無償で貸借して施設整備することとなり、2011年度6月補正予算に5,591万6,000円を予算計上した。同年9月、県は基本設計を委託するためプロポーザル方式を実施し、東畑建築事務所を設計者に特定した。
2013年（平成25年）10月、建設工事の入札が予定価格約19億2,000万円（税込み）で行われるが不調に終わる。県は同年の12月議会において、工期を半年延ばすなどの措置をして、予定価格を約32パーセント増額の約25億5,000万円（税込み）に設定。2014年（平成26年）1月、3者の一般競争入札が行われ、落札率83パーセントで落札された。
2014年（平成26年）3月末に着工。国の基金2億円を含め、総事業費53億7,000万円が投じられた。東畑建築事務所の設計の下、矢作建設工業が建設工事を行った。新施設は鉄筋コンクリート造り2階建てで、延べ床面積9,957平方メートル。病棟は肢体不自由児が旧施設の120床から50床（1病棟）に減少した一方、重症心身障害児者の90床（3病棟）を新たに設けた。
2016年（平成28年）4月1日、「愛知県三河青い鳥医療療育センター」としてオープン。社会福祉法人恩賜財団済生会が県から委託を受け運営に当たる。
2019年（令和元年）6月1日から2日にかけて、天皇徳仁と皇后雅子は愛知県に滞在し、即位後初の地方訪問を行った。2日、尾張旭市で開かれた第70回全国植樹祭の式典に出席したのち、当センターを視察した。天皇が岡崎市を目的地として訪問したのは1946年（昭和21年）10月以来のことであった。

## 事業内容

### 外来診療部門
- 整形外科
- 小児科
- 泌尿器科
- 歯科
- リハビリテーション科
- 眼科
- 耳鼻咽喉科
- 皮膚科
- 内科
- 外科
- 精神科

### リハビリテーション部門
理学療法、作業療法、言語療法の3種類のリハビリテーションを実施。

### 医療型障害児入所施設
入所施設1Aの病床は43床。母子入所の病床は5床。

### 療養介護
重度の知的障害と重度の下肢、体幹もしくは脳原性運動機能障害が重複している18歳以上の者を対象とする。入所施設2A、2Bあわせて70床。

### ショートステイ
対象者は肢体不自由児、重症心身障害児（者）。

### 医療型児童発達支援センター
重度の運動発達障害のある幼児に対して、保育・医療・リハビリ・日常生活指導などの総合的療育を行う。

### 障害児等療育支援事業
在宅支援訪問療育等指導事業、在宅支援外来療育等指導事業、施設支援一般指導事業を行う。

## 交通アクセス

### 公共交通機関
- 名鉄名古屋本線 東岡崎駅から名鉄バス「中央総合公園」行きで「中央総合公園」バス停下車、徒歩で約10分。

### 自動車（自家用車）
- 東名高速道路 岡崎インターチェンジより車で約10分。